# Milla Donovan
Milla Donovan es un personaje secundario que aparece en la serie de Marvel Comics Daredevil. Fue creada por Brian Michael Bendis y Álex Maleev e hizo su primera aparición en Daredevil vol. 2 #41 (2003). Su apariencia fue recreada por la mujer de Maleev.

## Biografía
Milla fue introducida en la serie cuando accidentalmente paseaba y un camión se le venía encima y la salvó Daredevil. Después de ayudarla, se da cuenta de que es ciega. Milla visitará a Matt Murdock (su identidad como daredevil ha sido públicamente reconocida) para agradecérselo y preguntarle si quiere una cita con ella. Mientras Matt está indeciso en decirle algo para implicarse, acepta la cita con ella.
Su cita es interrumpida cuando Matt es requerido para la investigación del asesinato del propietario del Globe el cual descubrió su identidad secreta. De hecho, fue Kingpin el que cometió el crimen y no Murdock.
Sacudida por esta experiencia, Milla duda en si seguir su relación con Matt, pero la mantiene con la ayuda de uno de sus amigos. Milla experimentará de primera mano el ataque de uno de los enemigos de Daredevil, Typhoid Mary atacando a Matt a plena luz del día. Tras esto, Bullseye, asesino de una pareja anterior de Matt, intenta asesinar a Milla también pero es detenido por Daredevil.
Se casarán más adelante, pero Milla busca anular el matrimonio cuando descubre que Matt estuvo sufriendo una crisis nerviosa debido al estrés que le generó la muerte de su pareja anterior, Karen Page y ella cree que el matrimonio fue producto de esta. Volverá al lado de Matt, pero es arrestado, como conclusión definitiva del FBI de que Matt es Daredevil. No volverán a hablar durante un tiempo, pero Milla aparecerá en el funeral de Foggy Nelson. Le visitará en prisión, pero evitará hablar con ella, para mantenerla alejada de la prisión debido a una inminente revuelta.
Después de que Matt escape de Ryker (durante la huida formará equipo con El Castigador, pretendiendo ser su rehén hasta que salieran), no fue hasta que Matt volvió de Francia que se volvieron a reunirse.  El regreso de Lily Lucca (una mujer que conoció en Francia, la cual desprende un perfume que recuerda. En el caso de Matt, Karen Page) causa un conflicto entre Milla y Matt, que intentará argumentar su situación hasta que son atacados en el restaurante por El Gladiador. El Gladiador secuestra a Milla y la arroja al vacío desde un edificio. Rescatada por Daredevil, Milla intenta convencer a Daredevil que no mate al gladiador, ya que parece que está bajo un gran dolor y controlado por otra persona. Daredevil le perdona, y deja a Milla sola mientras al todavía desconocido villano que ha influenciado a Melvin Potter.
Después de unas horas sola, Milla va al despacho de Matt y allí lo encuentra. Después de descubrir que sigue siendo Daredevil, Foggy se presenta voluntario para llevarla a casa, acompañados por Lily Lucca, hacia quien Milla tiene mucha hostilidad.
Mientras que están en el metro, Lily intenta ayudarla, tan solo para ser respondida con una exclamación de, "Muérete Puta!" antes de que intente lanzarla hacia el tren que está a punto de entrar en la estación. Lily es capaz de agarrarse a un señor mayor, que impide que caiga a los raíles pero será este hombre el que caiga y muera en su lugar (Daredevil) piensa que este comportamiento se debe a los efectos de una droga que no han sido suficientemente aclarados y por eso Milla está comportándose tan extrañamente. Milla parece aterrorizada por lo que aparentemente acaba de cometer. Mientras tanto, Daredevil está siendo atacado por Mr. Fear, quien grita que conoce a Milla, y ha sido el quien le ha dado la droga. Milla fue puesta bajo arresto domiciliario, a espera de juicio, y luego será hospitalizada en un sanatorio mental, donde será completamente aislada de Matt.
Tiempo después, los padres de Milla desearán recuperar la custodia de su hija y llevarla de vuelta a su casa. Lady Bullseye bajo el disfraz de abogada les mostrará fotos comprometedoras de Matt y Dakota North juntos, haciendo más fácil la adquisición de la custodia. Al final Matt estará de acuerdo en firmar el divorcio con Milla, ya que sus padres quieren distanciarla para no poner la vida de su hija en peligro.
Milla aparecerá en la nueva serie de Daredevil. Cuando llega a casa, Matt encuentra a Milla en su cama, aparentemente cuerda. Sabiendo que no se había repuesto de las drogas que le había suministrado Mr. Fear, le pone somníferos en su te y le dice a Foggy que descubra que ha pasado en el hospital. Foggy descubre que Milla aun está en su habitación. Cuando Matt regresa a su departamento, Milla está desaparecida junto con todos los rastros de su presencia. Pronto se descubre que todo esto ha sido organizado por una figura desconocida que utiliza el sistema de teletransportación de Mancha. Milla fue luego marcada como uno de los objetivos de Bullseye, pero Viuda Negra pudo protegerla.